# Comuna Dragalina, Călărași
Dragalina este o comună în județul Călărași, Muntenia, România, formată din satele Constantin Brâncoveanu, Dragalina (reședința) și Drajna Nouă.

## Așezare
Comuna se află în nordul județului, la limita cu județul Ialomița, iar pe teritoriul ei se află mai multe noduri rutiere și feroviare importante. La Drajna Nouă se intersectează șoselele naționale DN21, care leagă Călărașiul de Slobozia, cu DN3A, care leagă Lehliu-Gară de Fetești. De asemenea, prin comună trece autostrada București–Constanța, pe care este deservită de nodul Drajna. În sistemul feroviar, în comuna Dragalina se intersectează calea ferată București–Constanța cu calea ferată Călărași–Slobozia, comuna fiind deservită de stația comună celor două linii și denumită Ciulnița (după comuna cu acest nume din județul vecin Ialomița).

## Demografie
Componența etnică a comunei Dragalina
     Români (76,54%)
     Romi (12,59%)
     Alte etnii (0,43%)
     Necunoscută (10,44%)
Componența confesională a comunei Dragalina
     Ortodocși (88,46%)
     Alte religii (0,88%)
     Necunoscută (10,67%)
Conform recensământului efectuat în 2021, populația comunei Dragalina se ridică la 7.848 de locuitori, în scădere față de recensământul anterior din 2011, când fuseseră înregistrați 8.537 de locuitori. Majoritatea locuitorilor sunt români (76,54%), cu o minoritate de romi (12,59%), iar pentru 10,44% nu se cunoaște apartenența etnică. Din punct de vedere confesional, majoritatea locuitorilor sunt ortodocși (88,46%), iar pentru 10,67% nu se cunoaște apartenența confesională.

## Politică și administrație
Comuna Dragalina este administrată de un primar și un consiliu local compus din 15 consilieri. Primarul, Marian-Gabriel Stanciu[*], de la Partidul Național Liberal, este în funcție din 2012. Începând cu alegerile locale din 2024, consiliul local are următoarea componență pe partide politice:
|  | Partid                          | Consilieri | Componența Consiliului | Componența Consiliului | Componența Consiliului | Componența Consiliului | Componența Consiliului | Componența Consiliului | Componența Consiliului | Componența Consiliului |
|  | ------------------------------- | ---------- | ---------------------- | ---------------------- | ---------------------- | ---------------------- | ---------------------- | ---------------------- | ---------------------- | ---------------------- |
|  | Partidul Național Liberal       | 8          |                        |                        |                        |                        |                        |                        |                        |                        |
|  | Partidul Social Democrat        | 5          |                        |                        |                        |                        |                        |                        |                        |                        |
|  | Alianța pentru Unirea Românilor | 1          |                        |                        |                        |                        |                        |                        |                        |                        |
|  | Trifu Vasilica                  | 1          |                        |                        |                        |                        |                        |                        |                        |                        |

## Istorie
Comuna Dragalina a apărut în 1931, după ce au fost împroprietăriți țărani care luptaseră în Primul Război Mondial; inițial, comuna a avut doar satul de reședință și făcea parte din județul Ialomița În 1950, a fost transferată raionului Călărași din regiunea Ialomița și apoi (după 1952) din regiunea București. În 1968, a revenit la județul Ialomița, reînființat, ea având atunci deja și satele Constantin Brâncoveanu, Drajna și Drajna Nouă. În 1981, o reorganizare administrativă regională a dus la transferarea comunei la județul Călărași, în acest moment satul Drajna dispărând.
 Pe 30 aprilie 2019, comuna a fost martoră la una dintre cele mai mari tornade de până acum în România, rănind 12 oameni și răsturnând un autocar.